# Hospital Laniado
L'Hospital Laniado (en hebreu: בית חולים לניאדו) és un centre mèdic israelià que es troba a Netanya, en la regió de Xaron. El centre va ser fundat en 1975 per un rabí supervivent de la Xoà, Yekusiel Yehudah Halberstam, qui va perdre a la seva esposa i als seus onze fills durant la Segona Guerra Mundial. L'hospital és gestionat per la dinastia jasídica Sanz.

## Història
El rabí Halberstam va iniciar el seu projecte en els anys 60, poc després d'emigrar a Israel. L'hospital va ser inaugurat en 1975. Actualment, és un dels centres més apreciats d'Israel per la qualitat dels seus serveis. Els seus principals departaments són: cirurgia, obstetrícia, cardiologia, diabetis i fecundació artificial. L'hospital disposa d'un laboratori de recerca.